# Pierre Ier d'Oldenbourg
Pour les articles homonymes, voir Pierre Ier.
Pierre-Frédéric-Louis de Holstein-Gottorp, né le 17 janvier 1755 et mort le 21 mai 1829, est duc d'Oldenbourg de 1823 à sa mort sous le nom de Pierre Ier, après avoir assuré la régence du duché pour le compte de son cousin Pierre-Frédéric-Guillaume de 1785 à 1823.

## Biographie

### Jeunesse
Pierre-Frédéric-Louis est le troisième fils du duc Georges-Louis de Holstein-Gottorp et de son épouse Sophie-Charlotte de Schleswig-Holstein-Sonderbourg-Beck. Il voit le jour le 17 janvier 1755 à Riesenburg, où son père se trouve stationné avec le régiment du Holstein. Ses deux parents meurent en l'espace d'un mois en 1763, alors qu'il n'a que huit ans. Avec son frère Guillaume, qui n'a que deux ans de plus que lui, il est placé sous la tutelle de son oncle Frédéric-Auguste, prince-évêque laïc de Lübeck, et de sa cousine la tsarine Catherine II de Russie. Les deux jeunes princes sont confiés à la garde du colonel von Staal, un Russe, et poursuivent des études à Berne de 1764 à 1768, puis à Bologne de 1769 à 1773.
Guillaume et Pierre sont appelés à Saint-Pétersbourg en 1773. L'aîné entre dans la marine russe et le second dans l'armée de terre. Il participe aux dernières actions de la guerre russo-turque de 1768-1774, mais décide de quitter l'armée après la mort de son frère, tué accidentellement à Kronstadt le 14 juillet 1774. Après un séjour en Angleterre, il s'installe à Hambourg comme simple citoyen.

### Régent d'Oldenbourg
En vertu du traité de Tsarskoïe Selo, conclu le 27 août 1773, la Russie cède le Holstein-Gottorp au Danemark en échange de l'Oldenbourg. Ce dernier revient à Frédéric-Auguste, qui devient ainsi le premier duc d'Oldenbourg. Comme le seul fils du nouveau duc, Pierre-Frédéric-Guillaume, souffre d'une maladie mentale qui l'empêcherait d'exercer le pouvoir, Frédéric-Auguste nomme dans son testament son héritier le plus proche, son neveu Pierre-Frédéric-Louis, régent du duché après sa mort. Il s'arrange également pour qu'il lui succède à la tête de la principauté épiscopale de Lübeck.
Ainsi, à la mort de Frédéric-Auguste le 6 juillet 1785, Pierre devient régent d'Oldenbourg et prince-évêque laïc de Lübeck. Il prend pour résidence d'été le château de Rastede (de), non loin de la ville d'Oldenbourg. Avec l'aide du comte Friedrich Levin von Holmer, qui dirige le gouvernement du duché depuis 1774, Pierre règne en despote éclairé.

### La période napoléonienne
En 1803, le recès d'Empire contraint Pierre à abandonner les lucratifs droits de douane (de) prélevés depuis 1623 à Elsfleth, à l'embouchure de la Weser. Il obtient en contrepartie un agrandissement substantiel du duché aux dépens de l'ancienne principauté épiscopale de Münster, annexant les bailliages de Cloppenburg et Vechta, ainsi que la médiatisation de Lübeck, qui devient une principauté.
La situation géographique du duché attire l'attention de Napoléon. En 1806, il est envahi par les troupes du royaume de Hollande de Louis Bonaparte et perd Varel et Kniphausen à son profit. Il est contraint d'adhérer à la confédération du Rhin en 1808, avant d'être annexé à l'Empire français en 1810, devenant le département des Bouches-du-Weser. Pierre se voit offrir en échange la principauté d'Erfurt, mais il refuse et part en exil à Saint-Pétersbourg. Il contribue à la création de la Légion russo-allemande au service du tsar.

### De retour au pays
Pierre-Frédéric-Louis et le duc Guillaume retrouvent leur souveraineté en novembre 1813. Au congrès de Vienne, Pierre réclame l'annexion de la Frise orientale et de l'Emsland, mais il n'obtient que la principauté de Birkenfeld. Le duché d'Oldenbourg est également élevé au rang de grand-duché, mais Pierre décline le titre de grand-duc (Großherzog). Ce n'est qu'après sa mort que son fils Auguste l'adopte. En 1818, le duché est encore agrandi de la seigneurie de Jever, occupée par la Russie depuis 1813.
Pierre consacre les années qui suivent à la reconstruction du duché, durement éprouvé par les guerres napoléoniennes. Il abroge la plupart des lois passées durant l'annexion française. Il fait preuve d'un fort conservatisme, mais l'administration du duché est suffisamment compétente et la population si peu politisée qu'aucune opposition politique ne voit le jour. À la mort de Guillaume, le 2 juillet 1823, il lui succède comme duc d'Oldenbourg et règne en personne pendant près de six ans. Il meurt le 21 mai 1829 à Wiesbaden, en Hesse. Le Peter Friedrich Ludwigs Hospital (de), dont il avait financé la construction, ouvre ses portes en 1841. Il repose au mausolée ducal d'Oldenbourg qu'il avait fait construire pour son épouse, Frédérique de Wurtemberg.

## Mariage et descendance

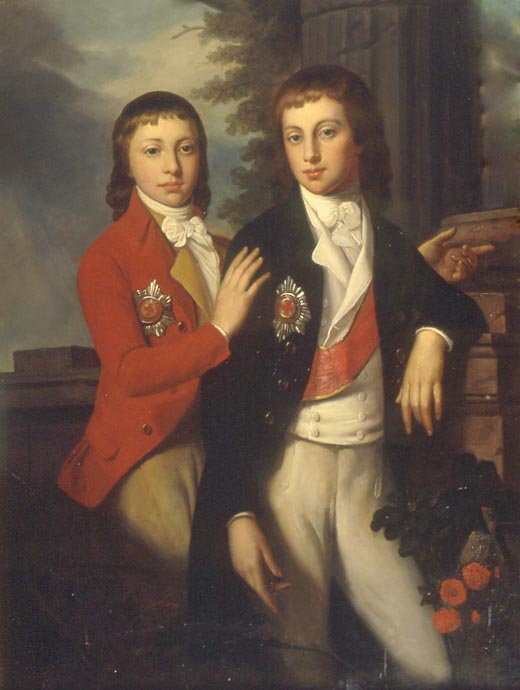
Les princes Auguste et Georges, par Jean-Laurent Mosnier.

Pierre-Frédéric-Louis épouse la princesse Frédérique de Wurtemberg (27 juillet 1765 – 24 novembre 1785), fille du duc Frédéric-Eugène de Wurtemberg, le 6 juin, le 26 juin ou le 26 juillet 1781. Ils ont trois enfants :
- Paul-Frédéric-Auguste (17 juillet 1783 – 27 février 1853), premier grand-duc d'Oldenbourg ;
- Pierre-Frédéric-Georges (9 mai 1784 – 27 décembre 1812), épouse en 1809 la grande-duchesse de Russie Catherine Pavlovna (deux enfants) ;
- un garçon (mort né le 2 octobre 1785).

Frédérique de Wurtemberg meurt peu après son troisième enfant, et Pierre-Frédéric-Louis reste veuf.

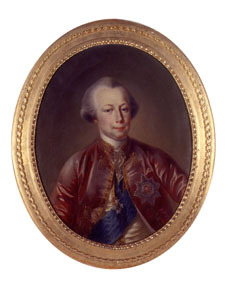
Pierre-Frédéric-Louis.
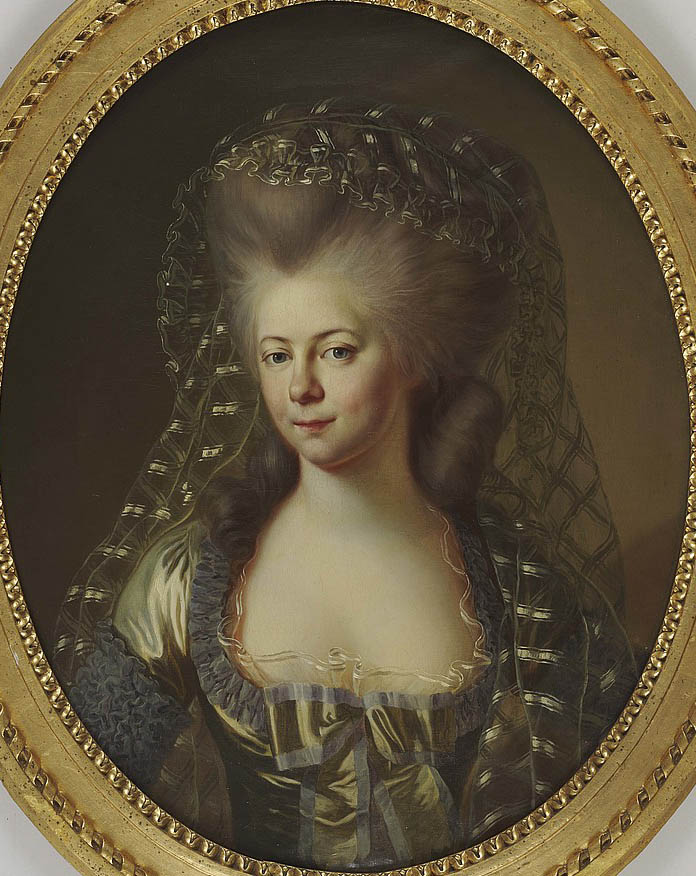
Frédérique.